# Pegot Waring
Pegot Waring (* 5. April 1909 in Dallas; † 1. Februar 1983 in Los Angeles) war eine US-amerikanische Bildhauerin. Sie schuf überwiegend figürliche Skulpturen, häufig Tierdarstellungen.
Pegot war Ende der 1920er Jahre kurz verheiratet (Familienname: Wolf); als Künstlername wählte sie jedoch Waring. Sie studierte an der Washington University, bis sie 1938 nach Los Angeles übersiedelte. Sie lehrte am Otis Art Institute, Pomona College und Los Angeles Institute of Art. Mit Ausnahme eines kurzen Aufenthaltes in New York City im Jahre 1948 lebte sie bis zu ihrem Tod in Los Angeles.

## Werke
- 1940: Bird (Schwarzer Marmor), Höhe 18 cm
- 1941: Fish (Weißer Marmor), Höhe 25 cm
- 1943: Reptile (Pink Tennessee Marble), Höhe 20 cm, Länge 122 cm[1]
- 1944: Bat (Schwarzer Marmor), Höhe 43 cm, Länge 122 cm
- 1945: Baboon (Sandstein), Höhe 81 cm
- 1945: Bull (Französischer Kalkstein), Höhe 56 cm, Länge 71 cm
- nach 1945: Engel[2]
- nach 1945: Bird making Nest (Stahl Holz), Höhe 47 cm
- 1946: Hippopotamus (Granit), Höhe 46 cm, Länge 69 cm (ehemals Sammlung Bruno Adriani, Carmel-by-the-Sea, U.S.A.)
- 1948: Grasshopper (Pockholz), Höhe 23 cm, Länge 69 cm
- 1949: Poet (Pockholz), Höhe 61 cm
- 1950: Stone Spider (Marmor), Höhe 13 cm
- um 1960: New Man (Kalkstein)

## Ausstellungen
- City Art Museum of Saint Louis, Missouri, USA: Origins of Modern Sculpture (1946)
- Philadelphia, Pennsylvania, USA: 3rd Sculpture International (1949)
- Norton Simon Museum of Art, Pasadena, CA: Sculpture by Pegot Waring (1950)
- USC Fine Arts Upstairs Gallery, Los Angeles, CA (1961)